# Pretendent la tron
Un pretendent la tron este o persoană care revendică un tron, fără a fi recunoscută oficial ca monarh. Acest lucru este valabil mai ales pentru monarhiile ereditare. Existența mai multor pretendenți la tron a fost adesea cauza unor războaie civile prelungite, ca de exemplu Războiul celor Două Roze din Anglia secolului al XV-lea și războaiele carliste din Spania secolului al XIX-lea.
Cuvântul „pretendent” este derivat din verbul latin „praetendere” care înseamnă „a pretinde”, fiind adoptat în limba română din limba franceză.

## Pretendenți la tron de-a lungul istoriei (scurtă selecție)
- În Franța orleaniștii (susținători ai Casei de Orleans) s-au opus atât bonapartiștilor (susținători ai lui Napoleon Bonaparte), cât și legitimiștilor formând o întreagă dinastie de pretendenți.
- În Japonia au existat o serie de „anti-împărați” ai clanului Ashikaga în timpul perioadei Nanboku-chō („timpul curților de sud și de nord”), primul dintre care a fost împăratul Kōgon⁠(d).
- În 1382 ducele Ludovic I de Anjou a fost pretendent la tronul Regatului de Neapole și, de asemenea, la titlul de împărat titular al Imperiului Latin de Constantinopol.
- Falsul Mustafa, cunoscut și sub numele de Küçük Mustafa („micul Mustafa”) a fost pretendent la tronul Imperiului Otoman împotriva lui Murat al II-lea.
- Gáspár Bekes de Kornyát a fost între 1571 și 1576 pretendent la tronul Principatului Transilvaniei.
- António de Portugalia, Prior de Crato, a eșuat în încercarea sa de a asigura coroana portugheză împotriva lui Filip al II-lea al Spaniei în 1580.
- Carol al VI-lea a fost pretendent la tronul Spaniei înainte de alegerea sa ca împărat.
- Carliștii spanioli erau o dinastie de pretendenți la tronul Franței.
- Iacobiții au fost o dinastie de pretendenți la tronul Angliei. Ei au eșuat în încercarea lor de a stabili o dinastie romano-catolică în Regatul Unit.
- Alexandru al Iugoslaviei

## Falși pretendenți la tron
O serie de persoane au pretins că sunt monarhi îndepărtați de la tron sau moștenitori ai tronului și care au dispărut sau au murit în circumstanțe oarecum misterioase:
- Bertrand de Rais (sau Ray), care pretindea a fi Balduin I de Constantinopole,
- Lambert Simnel⁠(d), care pretindea a fi Eduard Plantagenet, al XVII-lea conte de Warwick,
- Perkin Warbeck, care pretindea a fi Richard de Shrewsbury, primul duce de York,
- Emelian Pugaciov, care pretindea a fi Petru al III-lea al Rusiei,
- Falsul Dmitri I, care a cârmuit Rusia ca țar aproape un an înainte de a fi ucis într-o revoltă; a fost urmat de:
  - Falsul Dmitri al II-lea (d. decembrie 1610),
  - Falsul Dmitri al III-lea (d. iulie 1612),
- Karl Wilhelm Naundorff⁠(d), a fost unul dintre cei treizeci de pretinși Ludovic al XVII-lea al Franței,
- Kaspar Hauser, care pretindea a fi copilul „născut mort” al lui Carol, Marele Duce de Baden,
- Falsa Margareta (c. 1260–d. 1301), care pretindea a fi Margareta, fecioara Norvegiei,
- Bou Hmara, care pretindea a fi sultanul Marocului.